# Xã Colerain, Quận Hamilton, Ohio
Xã Colerain (tiếng Anh: Colerain Township, phát âm /ˈkolreɪn/) là một xã thuộc quận Hamilton, tiểu bang Ohio, Hoa Kỳ. Nó là một khu ngoại ô của Cincinnati. Năm 2010, dân số của xã này là 58.499 người. Xã Colerain được đặt tên theo thị xã Coleraine ở Ireland.

## Địa lý
Colerain nằm tại tọa độ 39°14′54″B 84°35′57″T / 39,24833°B 84,59917°T (39,248333, −84,599167).
Theo Cục Thống kê Dân số Hoa Kỳ, xã này có tổng diện tích là 111,8 km² (43,2 sq mi). Trong đó, 111,0 km² (42,9 sq mi) là đất và 0,9 km² (0,3 sq mi) là nước. Diện tích mặt nước chiếm 0,69% tổng diện tích. Xã này nằm 260 m (853 ft) trên mực nước biển.

## Nhân khẩu
Theo Thống kê Dân số Hoa Kỳ năm 2000, xã có dân số 60.144 người sống trong xã. Mật độ dân số là 541,9 người/km² (1.403,6 người/sq mi).